# Giovanni Cantoni (senatore)
Giovanni Cantoni (Milano, 31 dicembre 1818 – Milano, 15 luglio 1897) è stato un patriota, fisico e politico italiano.
Fu senatore del Regno d'Italia nella XIII legislatura.

## Biografia

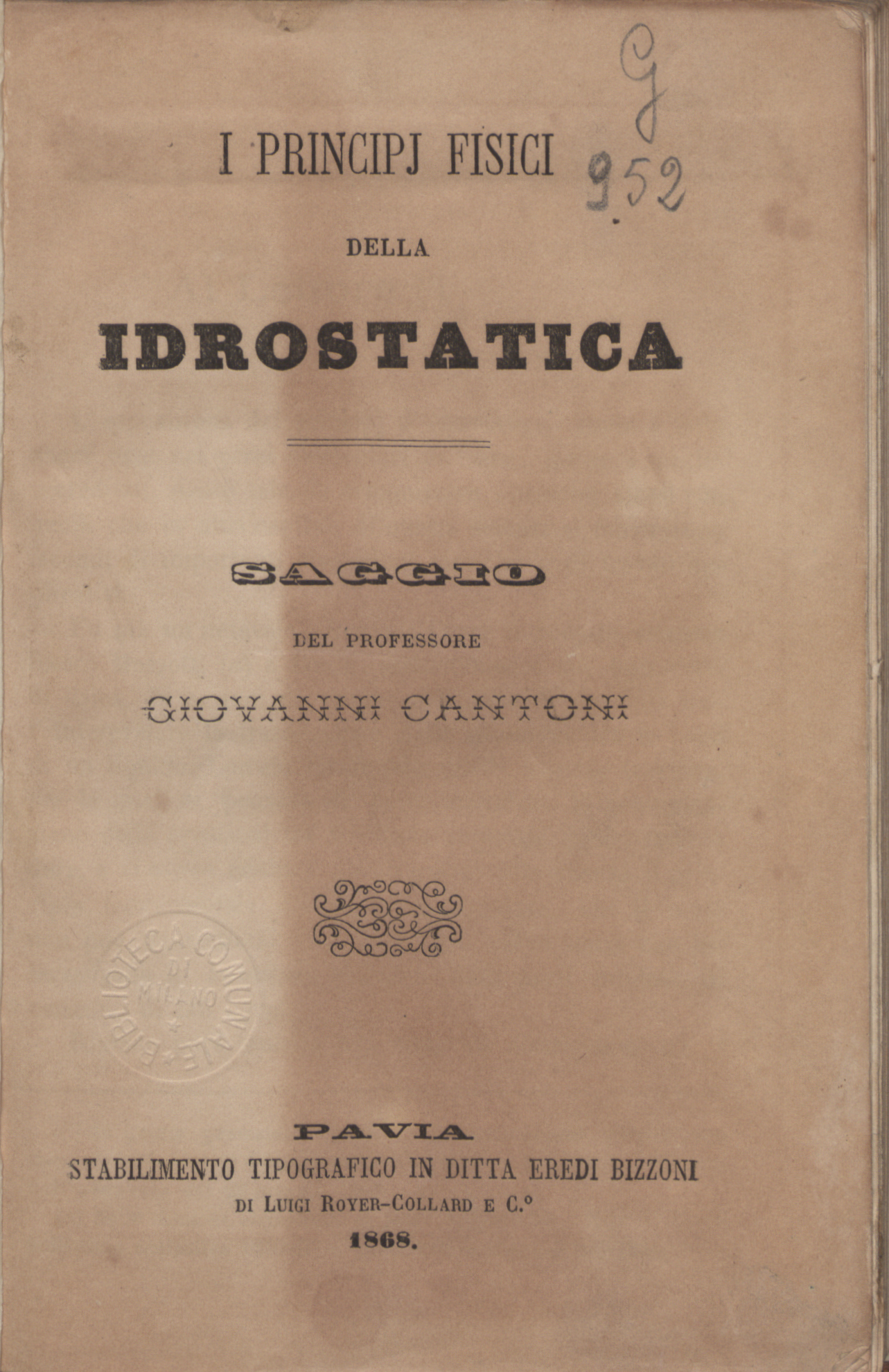
I principj fisici della idrostatica (1868)

Figlio di Tobia Cantoni e di Carlotta Strambio, fratello di Elvezio e di Giacomo, come lui professore, era di famiglia ebraica.
Studiò all'Università degli Studi di Pavia, Facoltà Filosofico-matematica, laureandosi con lode in Ingegneria-architettura nel 1840.
Nella primavera del 1848 partecipò alle Cinque giornate di Milano, entrò in seguito nel Comitato di pubblica difesa che tentò di fare nuovamente insorgere la città contro gli Austriaci dopo il ritorno di Radetzky.
Mazziniano in gioventù, andò in esilio per una decina d'anni nel Canton Ticino, dove nel 1853 venne nominato primo insegnante di fisica sperimentale e di fisica matematica nel nuovissimo Liceo di Lugano, di cui fu rettore dal 1852 al 1855. Nel 1860 fu chiamato ad insegnare Fisica nell'Università di Pavia, di cui fu in seguito rettore (1862-1868) e (1880-1882) e preside della Facoltà di Scienze fisiche, matematiche e naturali (1874-1879).
Fu Consigliere comunale di Milano (1860-1865) e di Pavia, membro del Comitato per l'istruzione universitaria (27 dicembre 1866-settembre 1867), membro straordinario del Consiglio superiore della pubblica istruzione (13 novembre 1870) e poi membro ordinario (23 settembre 1871-12 maggio 1881), membro della Giunta superiore della pubblica istruzione (13 maggio 1881-10 maggio 1883), segretario generale del Ministero della pubblica istruzione (17 marzo 1870-17 maggio 1872) e direttore del Servizio centrale di meteorologia (1874).
Identificò per primo la causa del moto browniano nell'agitazione termica delle molecole.
Il 16 marzo 1879 fu nominato senatore del Regno d'Italia.
Positivista, fu presidente della Società di cremazione di Pavia, presidente del Comitato centrale della Lega delle società italiane di cremazione e presidente onorario della Commissione internazionale. Il Museo per la storia dell'Università di Pavia raccoglie alcuni strumenti scientifici appartenuti o creati da Giovanni Cantoni.
Massone, fu membro del Grande Oriente d'Italia.

## Opere

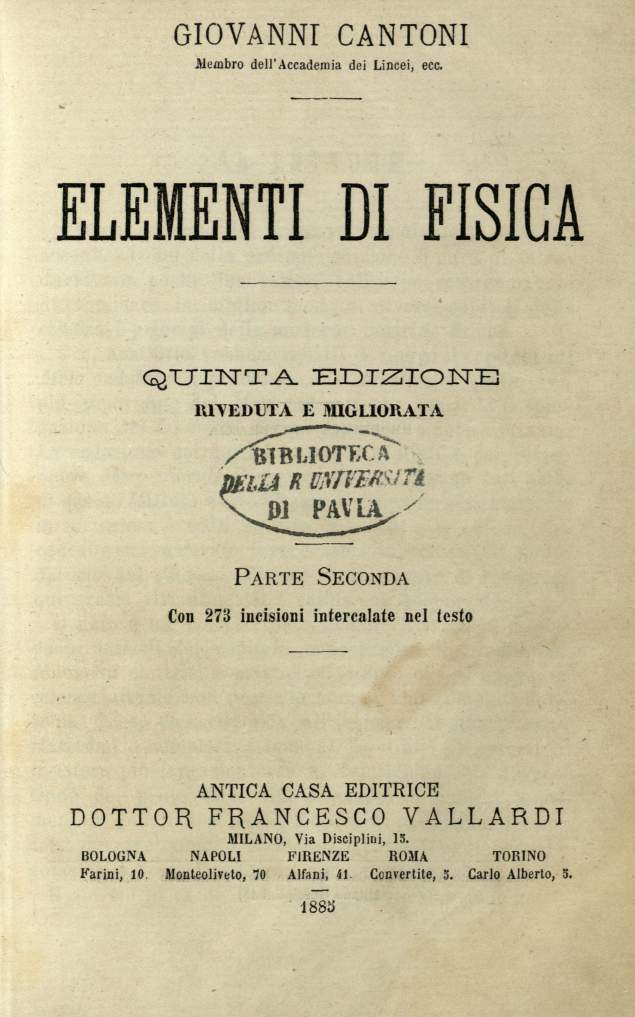
Elementi di fisica, 1885

- Lezioni su le condizioni fisiche della elasticità, 1867.
- Lezioni di fisica, Milano, Vallardi, 1866.
- I principj fisici della idrostatica, Pavia, Stabilimento tipografico in ditta eredi Bizzoni di Luigi Royer-Collard, 1868.
- Su alcuni principj di elettrostatica, 1873.[2]
- Elementi di fisica, Milano, Vallardi, 1885.

## Associazioni
Fu membro di varie associazioni:
- Socio annuale della Società geografica italiana (1870)
- Socio corrispondente dell'Accademia dei Lincei di Roma (10 aprile 1871)
- Socio nazionale dell'Accademia dei Lincei di Roma (7 gennaio 1872)
- Membro corrispondente della Società reale di Napoli (30 dicembre 1865)
- Membro ordinario della Società reale di Napoli (8 maggio 1880)
- Membro corrispondente dell'Istituto lombardo di scienze e lettere di Milano (8 maggio 1862)
- Membro effettivo dell'Istituto lombardo di scienze e lettere di Milano (2 gennaio 1863)
- Membro effettivo pensionato dell'Istituto lombardo di scienze e lettere di Milano (2 gennaio 1879)
- Membro della Società italiana delle scienze, detta dei XL (1878).